# Pina Records
Pina Records (anteriormente Pina Music) es un sello discográfico puertorriqueño dedicado a la música urbana, fundado en 1996 por el empresario Rafael «Raphy» Pina. Por esta compañía han pasado artistas como Daddy Yankee, Nicky Jam, Héctor & Tito, R.K.M. & Ken-Y, Zion & Lennox, Arcángel, Arcángel & De la Ghetto, Tony Dize, De la Ghetto, Natti Natasha, Ozuna, Plan B, entre otros.

## Historia

### Inicios (1996-1999)
Fue fundada en 1996 por el empresario Raphy Pina de la mano de Master Joe. El primer artista firmado a esta disquera fue el puertorriqueño Don Chezina con el cual presentó su primer proyecto discográfico. El álbum se tituló Bien Guillao De Gangster, del cual se desprende varios sencillos, entre ellos «Seala».
Este álbum ayudó a incrementar la carrera musical de Don Chezina y la reputación de la compañía de Raphy Pina, quién tenía alianzas con otros artistas, entre ellos Daddy Yankee. Posteriormente se lanzó bajo este sello el álbum DJ Joe 6: El escuadrón del pánico del productor DJ Joe en 1998 y Mi trayectoria de Don Chezina en 1999.

### Pina Records (2000-2005)
Pina Records o en aquel entonces Pina Music, lanzó el álbum Masacrando MC's con los artistas Lito & Polaco, donde los sencillos fueron mayormente diss a otros artistas, entre ellos MC Ceja, Baby Rasta, Mexicano, Tempo, Vico C, entre otros. Este álbum fue en su totalidad un material diss, que incluso debido a su controversia recibió gran aceptación en los barrios de Puerto Rico, logrando consolidar la carrera tanto como de Lito & Polaco como la Pina Music. Desde este punto la compañía cambia su nombre por Pina Records, dejando atrás el Pina Music.
En 2001, se lanza la producción La conspiración, siendo este el primer álbum de estudio de la compañía Pina Records, en este se presentaron sencillos de la mano de Daddy Yankee, Nicky Jam, Lito & Polaco, MC Ceja, Voltio, entre otros.
En 2002, Pina récords lanza el segundo álbum de estudio del dúo Lito y Polaco Mundo Frio, recibió doble disco de platino en Puerto Rico, y cuya producción destaca por incluir temas de reguetón a diferencia del primer álbum enteramente de rap. Ese álbum consolida a Lito y Polaco como el primer duo de Puerto Rico en ser nominado a los Billboard Latino por mejor álbum rap del 2002.[cita requerida]
En el año 2003 la compañía lanzó tres nuevos proyectos bajo la cara de Pina Records, entre ellos el tercer álbum de estudio de la compañía titulado Pina...The Company: los más duros, así como anteriormente el segundo La conspiración 2: la secuela, destacándose así artistas como Nicky Jam, MC Ceja, Lito & Polaco, entre otros. En el álbum destacan temas tiraera dirigidos contra Tego Calderón y Eddie Dee, por la guerra lírica que mantenían con el dúo Lito y Polaco.[cita requerida]
Ese mismo año también se lanzó el primer álbum recopilatorio de la compañía bajo el nombre All Star, recopilando éxitos de otros álbumes que pasaron por la mano de Pina Music, así como el sencillo «En la cama» de los artistas Daddy Yankee y Nicky Jam cuando estaban en su etapa como Los Cangris.
En 2004, se lanzó la segunda entrega de su álbum recopilatorio nombrándose All Star 2 donde al igual que el anterior este recopilaba éxitos de otros álbumes que pasaron por la mano de Pina Records, la diferencia fue que en este se presentan como nuevos artistas de la compañía a los artistas R.K.M. & Ken-Y. Asimismo, se lanzó el último álbum de estudio de Lito y Polaco Fuera de Serie, al año siguiente el dúo más importante de la compañía se disuelve y rompe relaciones con Pina Records. Finaliza la era de la tiraera en la compañía para dar paso a una era de reguetón/pop más comercial y menos controversial.

### La nueva generación (2005-2009)
Luego de la era de la tiraera que tuvo Pina Records y la salida de los artistas Lito & Polaco aludiendo que Raphy Pina no cumplía con lo que prometía, causando controversias entre Raphy Pina y Lito MC Cassidy, y así este último lanzado sencillos diss como «Furioso» y «La super jodienda» respondiendo las dudas y su pensar sobre Pina Records.
En 2006, los artistas RKM & Ken-Y publican su primer álbum Masterpiece, con sencillos como «Down» e «Igual que ayer», siendo nominados para los Premios Billboard y Premio Lo Nuestro. En 2008, Nicky Jam dejó la compañía debido a los problemas personales que el cantante lidiaba por el consumo de drogas, mientras que el dúo Plan B se estableció de manera definitiva en el sello discográfico. Para 2009, se une el artista Tony Dize en intercambio por el cantante Yaviah, quien tuvo líos contractuales durante 2006.

### La fórmula (2010-2014)
Luego de que Tony Dize publicara su álbum La melodia de la calle: Updated, el dúo Zion & Lennox firma con el sello a comienzos de 2010, lo cual coincidió con el nuevo álbum del dúo Plan B, titulado House of Pleasure. Con los sencillos promocionales «Si no le contesto» y «Es un secreto», el álbum escaló posiciones en la revista Billboard. A comienzos de noviembre fue publicado el álbum Los verdaderos de Zion & Lennox, que contó con los sencillos «Como Curar» y «Hoy lo Siento», además de la producción musical de Myztiko y Eliel, quién firmó con la compañía previo a la producción del álbum
En 2011, se lanza un álbum recopilatorio titulado #1 Exclusive Urban Remixes que contiene éxitos que fueron puesto bajo la compañía, sencillos de la mano de Daddy Yankee, Tony Dize, Ñejo & Dálmata, Zion & Lennox, entre otros. A finales de año, Tony Dize tuvo un conflicto administrativo con la compañía, lo cual derivó en una demanda de $17 millones por incumplimiento de contrato, violación de derechos de autor, daños psicológicos, entre otros. La demanda también involucró al productor Raymond “DJ Memo” Díaz, quien ayudó al cantante a filtrar las canciones “Termínalo”, “Si me Safé” y “Al Límite de la locura”, las cuales iban a formar parte de un álbum colaborativo.
En 2012, el cantante Arcángel firmó con la compañía, y en agosto se publica la cuarta producción de Pina Records titulada La Fórmula, además de la participación de cantantes como Don Omar, Yomo y De la Ghetto.
En 2013, Tony Dize regresa a la compañía, desestimando la demanda y se anunció la publicación de un nuevo sencillo, titulado “Prometo Olvidarte”, mientras se planificaba un nuevo álbum de estudio. Por otro lado, el dúo Zion & Lennox dejó la compañía aludiendo desde un principio que Raphy Pina les debía dinero. El cantante Zion fue el primero en hablar sobre ello durante un concierto encabezado por algunos artistas del sello en Orlando. Raphy Pina se sube al escenario y golpea al artista dejándolo en el suelo, creando una gran controversia en el escenario, luego de esto el empresario fue llevado por seguridad del lugar donde se llevaba a cabo el concierto.
En el último trimestre del año, se publica el primer álbum de estudio de Arcángel bajo el sello, titulado Sentimiento, Elegancia & Maldad. Del álbum se desprende el sencillo “Hace Mucho Tiempo”, además de colaboraciones con Daddy Yankee y De La Ghetto.
En 2014, el dúo Plan B lanza su tercer producción Love & Sex bajo el sello, el álbum fue un éxito en las radios de Latinoamérica destacando sencillos como «Candy», «Mi vecinita» y «Fanática sensual».

### La súper fórmula (2015-presente)
En 2015, la tercera producción del artista Tony Dize bajo este sello titulado La melodía de la calle: 3rd Season . En el álbum participaron artistas como Natti Natasha, Yandel, Nicky Jam, Don Omar, Arcángel, Farruko, entre otros. Posteriormente, Tony Dize demandó a la compañía y al dúo Wisin & Yandel por “discos vendidos, pagos por regalías, vídeos y presentaciones artísticas en vivo que ha llevado a cabo desde el 2009 hasta el presente”.
A finales de año, el cantante Arcángel también publica su nuevo trabajo Los Favoritos junto a DJ Luian, donde destaca varios de sus sencillos en colaboración de artistas como Farruko, J Balvin y Maluma.
En 2016, la cantante Natti Natasha se convierte en la primera artista femenina en firmar con el sello, lanzando su primer sencillo bajo este titulado «Otra cosa» en colaboración con Daddy Yankee. Al ver el éxito del mencionado sencillo Raphy Pina decide apostar por Natasha y bajo la composición de la misma junto a Ozuna y Jhay Cortez en 2017, se escribió el tema Criminal.
En 2018, se publica el álbum Ares de Arcángel, el cual se destacó por ser la última producción bajo el sello Pina Records y también por ser el primer y único álbum del artista en ser completamente trap. Al año siguiente, abandonaría la compañía para firmar en Rimas Music.
En 2019, la artista Natti Natasha lanza su primera producción Iluminatti el cual fue bastante controvertido por su nombre, luego de esto la artista aclaró las dudas del malentendido. El álbum fue bien recibido por el público, sencillos como «Quien sabe», «Me gusta», «La mejor versión de mi» generaron grandes cantidades de reproducciones en plataformas digitales como en YouTube. Ese mismo año, Arcángel decide abandonar la compañía, lanzando así «Te esperare» como su primer sencillo fuera de la compañía y dejando en claro que Pina "era un pillo".
El 24 de mayo de 2022, Raphy Pina es sentenciado a 3 años de cárcel por posesión ilegal de armas de fuego.

## Discografía
Álbumes de estudio
- 2001: La Conspiración
- 2003: Pina...The Company: Los más duros
- 2003: La conspiracion 2: La secuela
- 2012: La fórmula
- 2018: La súper fórmula

## Álbumes lanzados bajo el sello
Álbumes de estudio
- 1997: Bien guillao de Gangster – Don Chezina
- 1999: Como al principio – Grupo Wao (Merengue)
- 1999: Evolucion – Mambo (Merengue)
- 2000: Masacrando MC's – Lito & Polaco
- 2001: Diferente – Mambo (Merengue)
- 2001: Haciendo escante – Nicky Jam
- 2002: Mundo frío – Lito & Polaco
- 2002: Francotiradores 2 – Master Joe & O.G. Black
- 2002: Yakaleo – Maicol & Manuel
- 2003: Dando cocotazos – Sir Speedy
- 2004: Fuera de serie – Lito & Polaco
- 2004: Vida escante – Nicky Jam
- 2004: Then And Now – José Alberto "El Canario" (Salsa)
- 2004: Demasiao – Pablo Portillo (Pop)
- 2006: Masterpiece – R.K.M. & Ken-Y
- 2007: Masterpiece: Commemorative Edition – R.K.M. & Ken-Y
- 2007: Los 4 fantásticos – Karis (Merengue)
- 2007: The Black Carpet – Nicky Jam
- 2008: The Royalty/La realeza – R.K.M. & Ken-Y
- 2009: La melodía de la calle: Updated – Tony Dize
- 2010: The Last Chapter – R.K.M. & Ken-Y
- 2010: House of Pleasure – Plan B
- 2010: Los verdaderos – Zion & Lennox
- 2011: Forever – R.K.M. & Ken-Y
- 2013: S.E.M. – Arcángel
- 2014: Love & Sex – Plan B
- 2015: La melodía de la calle: 3rd Season – Tony Dize
- 2015: Los favoritos – Arcángel & DJ Luian
- 2018: Ares – Arcángel
- 2019: Iluminatti – Natti Natasha
- 2021: Nattividad – Natti Natasha

Álbumes colaborativos/varios artistas
- 1998: DJ Joe 6: El escuadrón del pánico – DJ Joe
- 2001: Sandunguero – DJ Blass
- 2001: El cartel 2: Los cangris – Daddy Yankee
- 2002: No Fear 4: sin miedo – DJ Dicky
- 2002: Despertando conciencia 2 – Gavilán
- 2002: The Godfather – Hector “El Father”
- 2003: Sandunguero 2 – DJ Blass

Álbumes recopilatorios
- 1999: Mi trayectoria – Don Chezina
- 2000: Los éxitos Vol. 1 – Lito & Polaco
- 2003: Pina All Star (Recopilatorio)
- 2003: La Colección – Master Joe & O.G. Black
- 2004: Pina All Star 2 (Recopilatorio)
- 2005: Vida Escante: Special Edition – Nicky Jam

Álbumes remasterizados
- 2004: No Fear Classics – DJ Dicky (Remastered)
- 2004: Boricua N.Y. 2 (Remastered) Original 2001
- 2004: Reggaeton's Best Features
- 2004: El disco de reggaeton
- 2005: Reggaeton All Stars: The Dream Team
- 2005: Best Of Black Summer Party 2
- 2005: Reggaeton Street Mix
- 2006: Los famosos del reggaeton

Álbumes en directo o en vivo
- 1999: Barbosa Live: Los Exitos
- 1999: Da' Concert 1: En vivo desde Puerto Rico
- 2001: Da' Concert 2: En vivo desde Puerto Rico
- 2002: Da' Concert 3: En vivo desde Puerto Rico
- 2005: Fuera de serie Live - Lito & Polaco

## DVD
- Los videos de reggaeton 2, La conspiración DVD (2003)
- Masterpiece: World Tour (Sold Out) (2006)

## Integrantes y exintegrantes
Artistas
- Don Chezina (1996-2005)
- Lito & Polaco (1999-2005)
- Master Joe & O.G. Black (2000-2003)
- Daddy Yankee (2000-2023)
- Yaga & Mackie (2001-2014)
- Nicky Jam (2001-2008)
- Jenay (2001-2003)
- MC Ceja (2001-2003)
- Karel & Julio Voltio (2001-2003)
- Diomedes Díaz (2002-2013)
- Maicol & Manuel (2002-2004)
- Yaviah (2002-2009)
- Speedy (2003-2005)
- R.K.M. & Ken-Y (2003-2013; 2017-2024)
- Cruzito (2006-2010)
- Pablo Portillo (2006)
- Carlitos Way (2006-2009)
- Karis (2007)
- Plan B (2008-2018)
- Tony Dize (2009-2011; 2013-2015)
- Zion & Lennox (2010-2013)
- Jalil Lopez (2011-2013)
- Arcángel (2012-2019)
- Don Omar (2015)
- El Sica  (2016-2017)
- Natti Natasha (2016-presente)

            * Chencho Corleone (2008-2020)